# Comuna Zalisți, Rojîșce
Zalisți (în ucraineană Залісці) este o comună în raionul Rojîșce, regiunea Volînia, Ucraina, formată din satele Ujova și Zalisți (reședința).

## Demografie
Componența lingvistică a satului Zalisți
     Ucraineană (99,03%)
     Alte limbi (0,97%)
Conform recensământului din 2001, majoritatea populației satului Zalisți era vorbitoare de ucraineană (99,03%), existând în minoritate și vorbitori de alte limbi.